# Cantonul Huelgoat
Cantonul Huelgoat este un canton din arondismentul Châteaulin, departamentul Finistère, regiunea Bretania, Franța.

## Comune
- Berrien
- Bolazec
- Botmeur
- La Feuillée
- Huelgoat (reședință)
- Locmaria-Berrien
- Plouyé
- Scrignac